# Флагманская улица (Санкт-Петербург)
Фла́гманская улица — улица в Василеостровском районе Санкт-Петербурга. Проходит от улицы Кораблестроителей до Морской набережной.

## История
Наименование Флагманская улица дано в 2011 году. Оно отражает морскую тематику, как и другие названия улиц района.